# Maurice Lepage (plongeur)
Pour les articles homonymes, voir Lepage.
Pour l’article homonyme, voir Maurice Lepage (agent secret).
Maurice Lepage, né le 24 décembre 1904 à Noviant-aux-Prés et mort le 12 juillet 1945 à Nancy, est un plongeur français, engagé français aux Jeux olympiques d'été de 1928 en plongeon tremplin à 3 mètres hommes.
Il a obtenu la médaille d'argent aux championnats d'Europe de natation 1931 en plongeon tremplin à 3 mètres hommes.